# Jörg Buttgereit

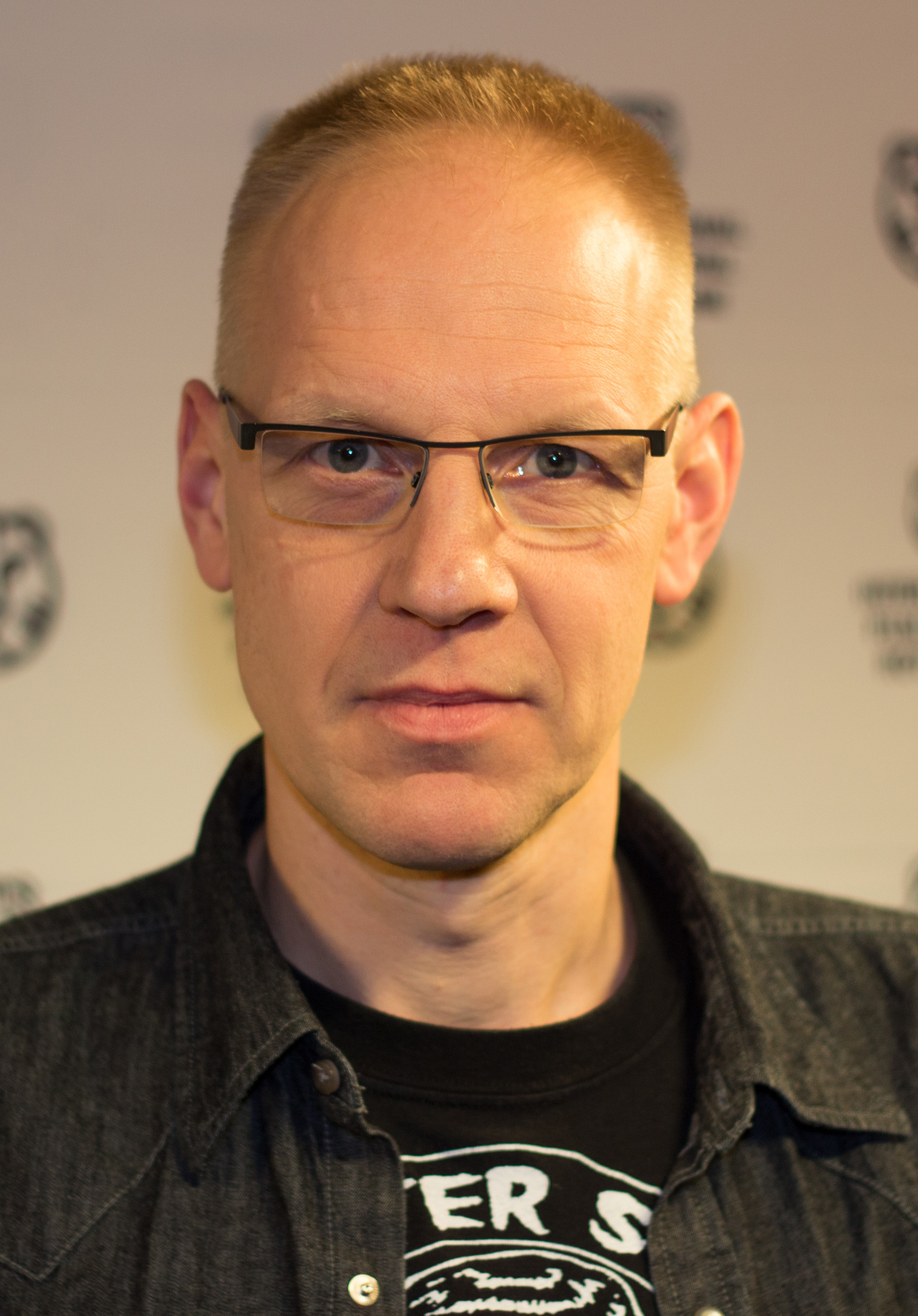
Jörg Buttgereit, 2015

Jörg Buttgereit (nacido el 20 de diciembre de 1963) es un escritor y director alemán, conocido por sus controvertidas películas. Nació en Berlín, República Democrática Alemana, ciudad donde ha vivido toda su vida. Es conocido sobre todo por su película Nekromantik (1987), que fue descrita por el cineasta estadounidense John Waters como la "primera película erótica de necrofilia". En 1999, dirigió un episodio de la serie de televisión Lexx, después de un período de seis años de ausencia en la industria cinematográfica.

## Filmografía (como escritor y director)
- Ogar der Hässliche (1981)
- Captain Berlin (1982)
- Mein Papi (1982)
- Gollob, Der (1983)
- Horror Heaven (1984)
- Blutige Exzesse im Führerbunker (1984)
- Hot Love (1984)
- Nekromantik (1987)
- Der Todesking (1989)
- Nekromantik 2 (1991)
- Schramm (1993)
- Die Monsterinsel (documental)(2002)
- Through the Night with Michaela Schaffrath and Mark Benecke (documental)(2007)
- Through the Night with Asia Argento and Joe Coleman (documental)(2007)